# Euphorbia florida
Euphorbia florida es una especie fanerógama perteneciente a la familia de las euforbiáceas. Es nativa de Arizona hasta el norte de México.

## Descripción
Es una planta suculentas ramificada que se desarrolla como un arbusto. Esta planta en verano toma una coloración violeta-rojo; es de talla mediana y puede alcanzar los 2 m de altura. Mantiene las hojas en invierno.

## Taxonomía
Euphorbia florida fue descrita por George Engelmann y publicado en Report on the United States and Mexican Boundary . . . Botany 2(1): 189. 1859.
Etimología
Euphorbia: nombre genérico que deriva del médico griego del rey Juba II de Mauritania (52 a 50 a. C. - 23), Euphorbus, en su honor – o en alusión a su gran vientre –  ya que usaba médicamente Euphorbia resinifera. En 1753 Carlos Linneo asignó el nombre a todo el género.
florida: epíteto latino que significa "con flores".
Sinonimia
- Chamaesyce florida (Engelm.) Millsp. (1916).[4][5]